# Karen Torrez
Artikeln följer den spanska namnseden; faderns efternamn är Torrez och moderns efternamn Guzmán.
Karen Milenka Torrez Guzmán, född 29 juli 1992, är en boliviansk simmare. 

## Karriär
Torrez tävlade för Bolivia vid olympiska sommarspelen 2012 i London, där hon blev utslagen i försöksheatet på 100 meter frisim. Vid olympiska sommarspelen 2016 i Rio de Janeiro blev Torrez utslagen i försöksheatet på 50 meter frisim.
I juli 2021 vid OS i Tokyo slutade Torrez på 35:e plats på 50 meter frisim.